# Blake Shelton
Blake Tollison Shelton (sinh ngày 18 tháng 6 năm 1976 ở Ada, Oklahoma) là một ca sĩ nhạc đồng quê người Mỹ. Vợ anh là Miranda Lambert cũng là một ngôi sao khác của dòng nhạc đồng quê.

## Sự nghiệp âm nhạc
Anh bắt đầu sự nghiệp âm nhạc khá muộn,năm 2001, anh phát hành đĩa đơn đầu tay "Austin" từ album mang chính tên anh, "Austin" đứng vị trí quán quân suốt 5 tuần trên bảng xếp hạng Billboard Hot Country Songs.
Album thứ hai The Dreamer (Năm 2003) và Blake Shelton's Barn & Grill (Năm 2004) đều được chứng nhận là đĩa vàng. Album thứ tư Pure BS, phát hành vào năm 2007, và tái phát hành vào năm 2008 với bản cover lại ca khúc Home của Michael Bublé được thêm vào, và trở thành đĩa đơn thứ ba của album. Album thứ năm, Startin' Fires, phát hành vào tháng 11 năm 2008.
Album mở rộng "Hillbilly Bone", phát hành vào tháng 2 năm 2010 là một trong những dấu mốc lớn trong sự nghiệp của anh; với ca khúc Hillbilly Bon (ft Trace Adkins) đã đưa anh trở thành một trong những ca sĩ được yêu mến nhiều nhất và nó cũng mang lại cho anh giải thưởng cao quý Male Vocalist of The Year đầu tiên trong sự nghiệp ở lễ trao giải CMA Award 2010.
Năm 2011, anh cho ra mắt album thứ 6 "Red River Blue"- đây chính là album thành công nhất với hàng loạt bản hit như Honey Bee, God Gave Me You, Drink On It, Over... Album được đề cử ở hạng mục Best Country Album ở giải Grammy 2012. Cùng với đó 2 đĩa đơn là Honey Bee và God Gave Me You cũng lần lượt được đề cử ở các hạng mục Best Country Solo Performance và Best Country Song ở Grammy 2012. Đĩa đơn tiếp sau Over lại tiếp tục đề cử Grammy năm 2013 ở hạng mục Best Country Solo Performance. Tháng 2 năm 2013 album này chính thức kiếm được đĩa bạch kim
Năm 2012 anh ra mắt album thứ 7 "Cheers, It's Christmas" mừng Giáng sinh, trong album có hàng loạt sự kết hợp đáng chú ý như Reba, Kelly Clarkson và đặc biệt là Michael Bubble... Anh cũng có màn song ca tuyệt vời cùng "Christina Aguilera" ca khúc "Just A Fool" nằm trong album Lotus của cô ấy.
Năm 2013, anh cho ra mắt album thứ 8 của mình mang tên Based on a True Story vào ngày 26 tháng 3. Lead Single của album là "Sure Be Cool If You Did" ra mắt vào đùng ngày đầu tiên của năm mới. Chỉ sau 8 tuần đã leo lên vị trí số 1 bảng xếp hạng Billboard Hot Country Songs, trở thành đĩa đơn thứ 13 #1 và đĩa đơn leo lên #1 nhanh nhất của Blake. Nó cũng giúp Blake có 8 đĩa đơn liên tiếp đứng #1 Billboard Hot Country Songs, một kỷ lục hiếm có trong làng nhạc đồng quê. Và sau 9 tuần đĩa đơn này chính thức kiếm được đĩa vàng. Tiếp nối thành công của "Sure" các đĩa đơn tiếp theo lần lượt là "Boys 'Round Here", "Mine Would Be You", "Doin' What She Likes" và "My Eyes" đều chạm vào vị trí #1. Với những thành công đó đã giúp Blake có 17 đĩa đơn #1 cho đến thời điểm hiện tại, đồng thới phá vỡ kỷ lục của Brad Paisley trước đó để thiết lập kỷ lục mới của làng nhạc Country khi là nghệ sĩ đầu tiên có 12 đĩa đơn #1 liên tiếp. Album của anh cũng đạt chứng nhận đĩa bạch kim và bán được hơn 1,3 triệu bản.

## Cuộc sống
Năm 2011, anh cưới Miranda Lambert sau 6 năm hẹn hò và đồng thời anh tham gia làm huấn luyện viên cho chương trình The Voice cùng Christina Aguilera, Cee Lo Green và Adam Levine. Qua 5 mùa đã qua anh là huấn luyện viên thành công nhất với 3 quán quân liên tiếp là Jermaine Paul (mùa 2), Cassadee Pope (mùa 3), Danielle Bradbery (mùa 4) và 2 á quân là Dia Frampton (mùa 1), Terry Mcdemott (mùa 3).

## Danh sách đĩa nhạc
Album phòng thu
- Blake Shelton (2001)
- The Dreamer (2003)
- Blake Shelton's Barn & Grill (2004)
- Pure BS (2007)
- Startin' Fires (2008)
- Red River Blue (2011)
- Cheers, It's Christmas (2012) [3]
- Based on a True Story (2013)

Album mở rộng
- Blake Shelton: Collector's Edition (2008)
- Hillbilly Bone (2010)
- All About Tonight (2010)

Album khác
- Blake Shelton – The Essentials (2009)
- Loaded: The Best of Blake Shelton (2010)

## Giải thưởng và đề cử

### Academy of Country Music Awards
| Năm  | Hạng mục                                                                                            | Kết quả   |
| ---- | --------------------------------------------------------------------------------------------------- | --------- |
| 2001 | Top New Male Vocalist                                                                               | Đề cử     |
| 2002 | Top New Male Vocalist                                                                               | Đề cử     |
| 2003 | Vocal Event of the Year – "The Truth About Men" (with Tracy Byrd, Andy Griggs và Montgomery Gentry) | Đề cử     |
| 2010 | Vocal Event of the Year – "Hillbilly Bone" (with Trace Adkins)                                      | Đoạt giải |
| 2012 | Entertainer of the Year                                                                             | Đề cử     |
| 2012 | Male Vocalist of The Year                                                                           | Đoạt giải |
| 2013 | Male Vocalist of The Year                                                                           | Đề cử     |
| 2013 | Gene Weed Special Achievement Award                                                                 | Đoạt giải |
| 2013 | Entertainer of the Year                                                                             | Đề cử     |
| 2013 | Song of the Year – "Over You"                                                                       | Đoạt giải |
| 2014 | Song of the Year – "Mine Would Be You"                                                              | Đề cử     |
| 2014 | Album of the Year – "Based on a True Story..."                                                      | Đề cử     |
| 2014 | Vocal Event of the Year – "Boys 'Round Here"(Feat. Pistol Annies)                                   | Đề cử     |
| 2014 | Entertainer of The Year                                                                             | Đề cử     |
| 2014 | Male Vocalist of The Year                                                                           | Đề cử     |

### Other awards
| Năm  | Association                      | Hạng mục                                                                                             | Kết quả   |
| ---- | -------------------------------- | --- | --------- |
| 2003 | Country Music Association        | Horizon Award                                                                                        | Đề cử     |
| 2003 | Country Music Association        | Vocal Event of the Year – "The Truth About Men" (with Tracy Byrd, Andy Griggs and Montgomery Gentry) | Đề cử     |
| 2010 | CMT Music Awards                 | Collaborative Video of the Year – "Hillbilly Bone" (with Trace Adkins)                               | Đoạt giải |
| 2010 | Country Music Association        | Male Vocalist of The Year                                                                            | Đoạt giải |
| 2010 | Country Music Association        | Vocal Event of the Year – "Hillbilly Bone" (with Trace Adkins)                                       | Đoạt giải |
| 2011 | CMT Music Awards                 | Male Video of the Year – "Who Are You When I'm Not Looking"                                          | Đoạt giải |
| 2011 | Teen Choice Awards               | Choice Music: Male Country Artist                                                                    | Đề cử     |
| 2011 | Teen Choice Awards               | Choice Music: Country Single – "Honey Bee"                                                           | Đề cử     |
| 2011 | Country Music Association        | Entertainer of the Year                                                                              | Đề cử     |
| 2011 | Country Music Association        | Male Vocalist of the Year                                                                            | Đoạt giải |
| 2011 | Country Music Association        | Single of the Year – "Honey Bee"                                                                     | Đề cử     |
| 2011 | Country Music Association        | Album of the Year – All About Tonight                                                                | Đề cử     |
| 2011 | Country Music Association        | Music Video of the Year – "Honey Bee"                                                                | Đề cử     |
| 2011 | American Music Awards            | Favorite Country Male Artist                                                                         | Đoạt giải |
| 2012 | People's Choice Awards           | Favorite Male Artist                                                                                 | Đề cử     |
| 2012 | People's Choice Awards           | Favorite Country Artist                                                                              | Đề cử     |
| 2012 | Grammy Awards                    | Best Country Album – "Red River Blue"                                                                | Đề cử     |
| 2012 | Grammy Awards                    | Best Country Solo Performance – "Honey Bee"                                                          | Đề cử     |
| 2012 | Grammy Awards                    | Best Country Song – "God Gave Me You"                                                                | Đề cử     |
| 2012 | CMT Teddy Awards                 | Best Flirting Video – "Honey Bee"                                                                    | Đoạt giải |
| 2012 | CMT Music Awards                 | Video of The Year – "God Gave Me You"                                                                | Đề cử     |
| 2012 | CMT Music Awards                 | Male Video of The Year – "God Gave Me You"                                                           | Đề cử     |
| 2012 | CMT Music Awards                 | CMT Performance of The Year – "Footloose"                                                            | Đề cử     |
| 2012 | Teen Choice Awards               | Male Country Artist                                                                                  | Đề cử     |
| 2012 | Teen Choice Awards               | Country Song – "God Gave Me You"                                                                     | Đề cử     |
| 2012 | Teen Choice Awards               | Male Artist                                                                                          | Đề cử     |
| 2012 | Country Music Association        | Entertainer of the Year                                                                              | Đoạt giải |
| 2012 | Country Music Association        | Male Vocalist of the Year                                                                            | Đoạt giải |
| 2012 | Country Music Association        | Single of the Year                                                                                   | Đề cử     |
| 2012 | Country Music Association        | Song of the Year                                                                                     | Đoạt giải |
| 2013 | People's Choice Awards           | Favorite Male Artist                                                                                 | Đề cử     |
| 2013 | People's Choice Awards           | Favorite Country Artist                                                                              | Đề cử     |
| 2013 | Grammy Awards                    | Best Country Solo Performance – "Over"                                                               | Đề cử     |
| 2013 | Kids' Choice Awards              | Favorite Male Singer                                                                                 | Đề cử     |
| 2013 | Academy of Country Music Awards  | Entertainer of the Year                                                                              | Đề cử     |
| 2013 | Academy of Country Music Awards  | Male Vocalist of the Year                                                                            | Đề cử     |
| 2013 | Academy of Country Music Awards  | Song of the Year – "Over You"                                                                        | Đoạt giải |
| 2013 | Academy of Country Music Awards  | Gene Weed Special Achievement Award                                                                  | Đoạt giải |
| 2013 | CMT Music Awards                 | Male Video of the Year – "Sure Be Cool If You Did"                                                   | Đoạt giải |
| 2013 | Country Music Association Awards | Entertainer of the Year                                                                              | Đề cử     |
| 2013 | Country Music Association Awards | Male Vocalist of the Year                                                                            | Đoạt giải |
| 2013 | Country Music Association Awards | Album of the Year – "Based On A True Story..."                                                       | Đoạt giải |
| 2013 | Country Music Association Awards | Musical Event of the Year – "Boys 'Round Here" (Feat. Pistol Annies)                                 | Đề cử     |
| 2013 | Country Music Association Awards | Music Video of the Year – "Boys 'Round Here" (Feat. Pistol Annies)                                   | Đề cử     |
| 2013 | American Music Awards            | Favorite Country Male Artist                                                                         | Đề cử     |
| 2013 | American Country Awards          | Artist of the Year                                                                                   | Đề cử     |
| 2013 | American Country Awards          | Male Artist of the Year                                                                              | Đề cử     |
| 2013 | American Country Awards          | Album of the Year – "Based On A True Story..."                                                       | Đoạt giải |
| 2013 | American Country Awards          | Single by a Male Artist – "Sure Be Cool If You Did"                                                  | Đoạt giải |
| 2013 | American Country Awards          | Great American Country – Music Video of the Year – "Sure Be Cool If You Did"                         | Đoạt giải |
| 2013 | American Country Awards          | Music Video by a Male Artist – "Sure Be Cool If You Did"                                             | Đoạt giải |
| 2014 | People's Choice Awards           | Favorite Male Artist                                                                                 | Đề cử     |
| 2014 | People's Choice Awards           | Favorite Country Artist                                                                              | Đề cử     |
| 2014 | People's Choice Awards           | Favorite Album – "Based On A True Story..."                                                          | Đề cử     |
| 2014 | Grammy Awards                    | Best Country Album – "Based On A True Story..."                                                      | Đề cử     |
| 2014 | Grammy Awards                    | Best Country Solo Performance – "Mine Would Be You"                                                  | Đề cử     |
| 2014 | iHeartRadio Music Awards         | Country Song of the Year – "Mine Would Be You"                                                       | Đề cử     |
| 2014 | iHeartRadio Music Awards         | Country Song of the Year – "Boys 'Round Here" (Feat. Pistol Annies)                                  | Đoạt giải |
| 2014 | Billboard Music Awards           | Top Country Artist                                                                                   | Đề cử     |
| 2014 | Billboard Music Awards           | Top Country Album – "Based On A True Story..."                                                       | Đề cử     |
| 2014 | Billboard Music Awards           | Top Country Song – "Boys 'Round Here" (Feat. Pistol Annies)                                          | Đề cử     |